# Rallye des 1000 Miles
Pour les articles homonymes, voir 1000 (homonymie).
Ne doit pas être confondu avec Mille Miglia.
Le Rallye des 1000 Miles (ou Rally 1000 Miglia) est un rallye italien asphalte organisé par l'Automobile club de Brescia en Lombardie.

## Histoire
Il se dispute depuis 1977 à travers les montagnes lombardes, et a fait partie du Championnat d'Europe des rallyes de 1989 à 2012. Son coefficient fut maximum (C20) à partir de 2001. Sa longueur totale est de 979 km.
Franco (Gianfranco) Cunico l'a remporté à 6 reprises, le triple champion d'Europe Giandomenico Basso à 4. Le seul pilote étranger vainqueur est le portugais Miguel Campos en 2003.

## Palmarès

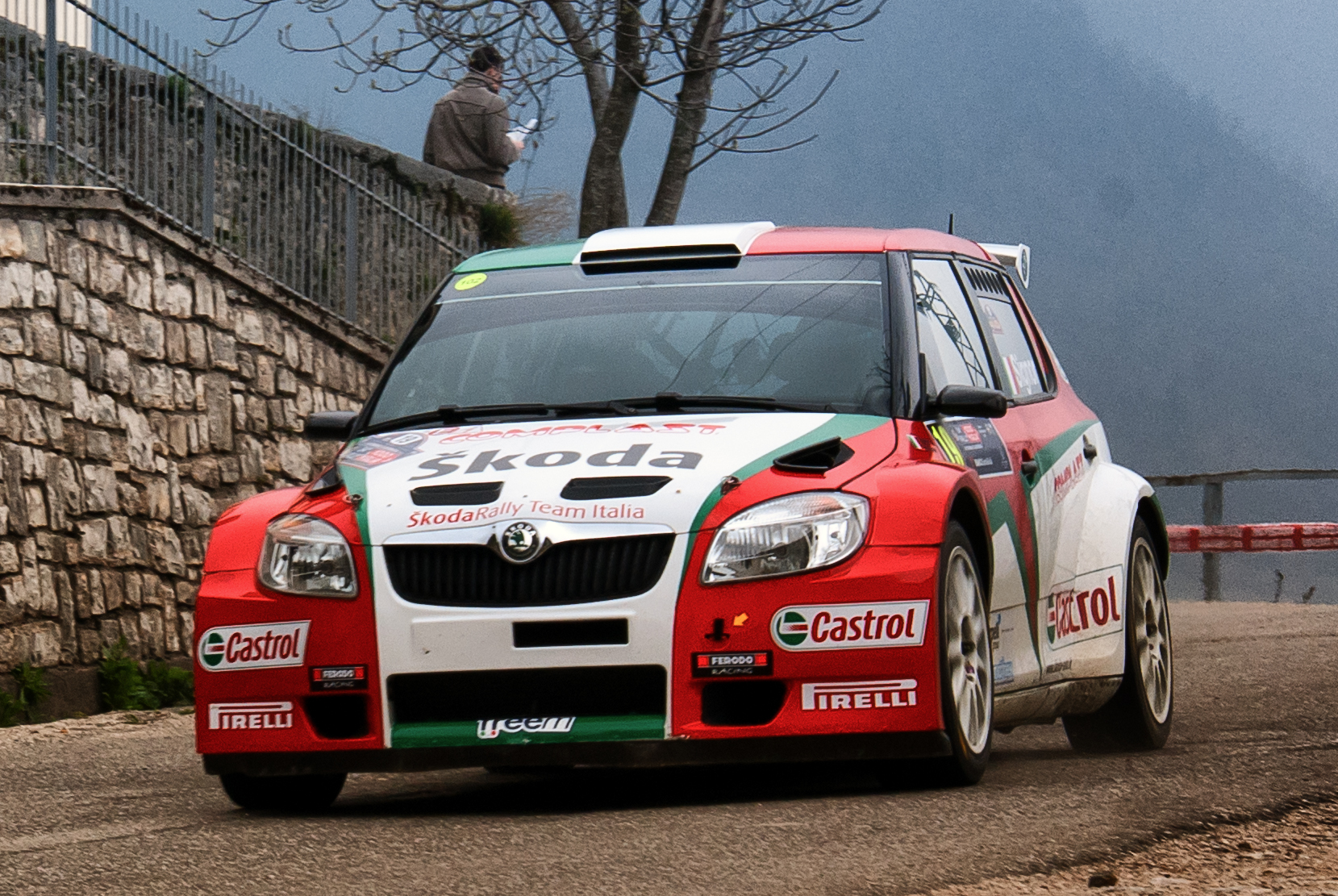
La Škoda Fabia S2000 de Marco Signor, lors de l'édition 2010.

| Année | Pilote             | copilote             | Voiture                  |
| ----- | ------------------ | -------------------- | ------------------------ |
| 1977  | Mario Pasetti      | Luigi Pirollo        | Fiat 131 Abarth          |
| 1978  | Alessandro Cola    | Emilio Redaelli      | Lancia Stratos           |
| 1979  | Giovanni Casarotto | Stefano Zonta        | Lancia Stratos           |
| 1980  | Nicola Busseni     | Roberto Bassi        | Porsche Carrera RS       |
| 1981  | Nicola Busseni     | Roberto Bassi        | Porsche Carrera RS       |
| 1982  | Carlo Cuccirelli   | Daniela Muttini      | Porsche Carrera RS       |
| 1983  | Nicola Busseni     | Daniele Ciocca       | Ferrari 308 GTB          |
| 1984  | Nicola Busseni     | Daniele Ciocca       | Lancia Rally 037         |
| 1985  | Dario Cerrato      | Giuseppe Cerri       | Lancia Delta S4          |
| 1986  | Fabrizio Tabaton   | Luciano Tedeschini   | Lancia 037 Rally         |
| 1987  | Dario Cerrato      | Giuseppe Cerri       | Lancia Delta 4WD         |
| 1988  | Franco Cunico      | Stefano Evangelisti  | Lancia 037 Rally         |
| 1989  | Dario Cerrato      | Giuseppe Cerri       | Lancia Delta 16v         |
| 1990  | Piero Liatti       | Luciano Tedeschini   | Lancia Delta 16v         |
| 1991  | Franco Cunico      | Stefano Evangelisti  | Ford Sierra Cosworth     |
| 1992  | Lorenzo Colbrelli  | Roberto Berardi      | Lancia Delta Integrale   |
| 1993  | Piero Longhi       | Gianfranco Imerito   | Lancia Delta HF          |
| 1994  | Piero Longhi       | Fabrizia Pons        | Toyota Celica 4WD        |
| 1995  | Franco Cunico      | Stefano Evangelisti  | Ford Escort RS Cosworth  |
| 1996  | Franco Cunico      | Pierangelo Scalvini  | Ford Escort RS Cosworth  |
| 1997  | Andrea Dallavilla  | Danilo Fappani       | Subaru Impreza WRX       |
| 1998  | Franco Cunico      | Luigi Pirollo        | Ford Escort RS Cosworth  |
| 1999  | Franco Cunico      | Luigi Pirollo        | Subaru Impreza WRC       |
| 2000  | Paolo Andreucci    | Giovanni Bernacchini | Subaru Impreza WRC       |
| 2001  | Renato Travaglia   | Flavio Zanella       | Peugeot 206 WRC          |
| 2002  | Renato Travaglia   | Flavio Zanella       | Peugeot 206 WRC          |
| 2003  | Miguel Campos      | Carlos Magalhaes     | Peugeot 206 WRC          |
| 2004  | Giandomenico Basso | Mitia Dotta          | Fiat Punto S1600         |
| 2005  | Renato Travaglia   | Flavio Zanella       | Renault Clio S1600       |
| 2006  | Paolo Andreucci    | Anna Andreussi       | Fiat Grande Punto S2000  |
| 2007  | Giandomenico Basso | Mitia Dotta          | Fiat Grande Punto S2000  |
| 2008  | Paolo Andreucci    | Anna Andreussi       | Mitsubishi Lancer Evo IX |
| 2009  | Giandomenico Basso | Mitia Dotta          | Fiat Grande Punto S2000  |
| 2010  | Paolo Andreucci    | Anna Andreussi       | Peugeot 207 S2000        |
| 2011  | Paolo Andreucci    | Anna Andreussi       | Peugeot 207 S2000        |
| 2012  | Giandomenico Basso | Mitia Dotta          | Ford Fiesta RRC          |
| 2013  | Alessandro Perico  | Fabrizio Carrara     | Peugeot 207 S2000        |
| 2014  | Paolo Andreucci    | Anna Andreussi       | Peugeot 208 T16          |